# Resolució 903 del Consell de Seguretat de les Nacions Unides
La Resolució 903 del Consell de Seguretat de les Nacions Unides fou adoptada per unanimitat el 16 de març de 1994. després de reafirmar la Resolució 696 (1991) i totes les resolucions posteriors sobre Angola, el Consell va enfortir i ampliar el mandat de la Segona Missió de Verificació de les Nacions Unides a Angola (UNAVEM) II) fins al 31 de maig de 1994.
El Consell reitera la importància que concedeix als Acords de Pau i la presència permanent de les Nacions Unides al país, acollint amb beneplàcit el progrés de les converses entre el Govern d'Angola i UNITA celebrades a la capital de Zàmbia, Lusaka. Es va instar a UNITA a acceptar els resultats de les eleccions de 1992, i va assenyalar que les decisions futures sobre Angola dependrien de la voluntat política d'ambdues parts d'aconseguir la pau. Es va acollir amb satisfacció els esforços dels estats veïns i de l'Organització de la Unitat Africana (OUA). Tanmateix, va expressar la seva preocupació per les contínues hostilitats i l'efecte sobre la població civil, que va insistir en la necessitat d'un alto el foc. En conjunt, el Consell va assenyalar que la situació humanitària a Angola havia millorat encara que en alguns llocs la situació es mantingués greu.
Es va instar a ambdues parts a complir els seus compromisos, aconseguir immediatament un alto el foc eficaç i arribar a un acord de pau, exigint que cessin totes les operacions militars. Després d'ampliar l'estacionament de la UNAVEM II, el Consell va declarar que estava disposat a autoritzar un augment de la missió de manteniment de la pau al seu nivell anterior de 350 observadors militars, 126 observadors de policia i 14 militars amb un nombre adequat d'assistència internacional i personal civil local. Es va condemnar qualsevol acció que obstaculitzés el lliurament d'ajuda humanitària i que posés en perill la vida dels treballadors humanitaris, mentre va demanar assistència a la comunitat internacional en aquest respecte.
Davant les negociacions en curs entre el govern d'Angola i UNITA, no es van imposar noves mesures contra UNITA. Es va demanar al Secretari General Boutros Boutros-Ghali que mantingués informat al Consell sobre l'evolució de les converses a Lusaka, Zàmbia, així com sobre la situació militar i humanitària a Angola en un informe que s'havia de presentar no més tard del 4 d'abril de 1994.